# Kecamatan Mijen (distrikt i Indonesien, lat -6,81, long 110,70)
Kecamatan Mijen är ett distrikt i Indonesien.   Det ligger i provinsen Jawa Tengah, i den västra delen av landet, 400 km öster om huvudstaden Jakarta.